# Danh sách nhân vật trong Digimon Tamers

Một số Digimon Tamers chính và phụ trong sê-ri anime cùng tên cùng Digimon đồng hành của mình.
Hàng trước từ trái sang phải: Renamon, Ruki, Takato, Guilmon và Culumon, Juri, Terriermon, Jenrya (Jen), Ryo, Kenta, Hirokazu.
Hàng sau: Cyberdramon, MarinAngemon, Guardromon, Lopmon.

Digimon Tamers là phần thứ ba của loạt anime Digimon. Digimon Tamers được phát sóng tại Nhật Bản từ ngày 1 tháng 4 năm 2001 đến ngày 31 tháng 3 năm 2002. Nội dung phim kể về một nhóm bạn nhỏ là những người nghiện trò chơi thẻ Digimon đã vượt qua mọi rào cản về công nghệ và mạng lưới thông tin để hiện thực hóa các Digimon đồng hành của mình do chính mình tạo ra. Đa phần bối cảnh đều ở quận Shinjuku, Tokyo, một số chuyển qua thế giới kỹ thuật số nhưng không đáng kể.

## Digimon Tamers

Các nhân vật chính trong Digimon Tamers.